# Retschow
Retschow település Németországban, Mecklenburg-Elő-Pomeránia tartományban, az Amt Bad Doberan-Land-hoz tárózik. Lakosainak száma 920 fő (2023. december 31.).

## Galléira

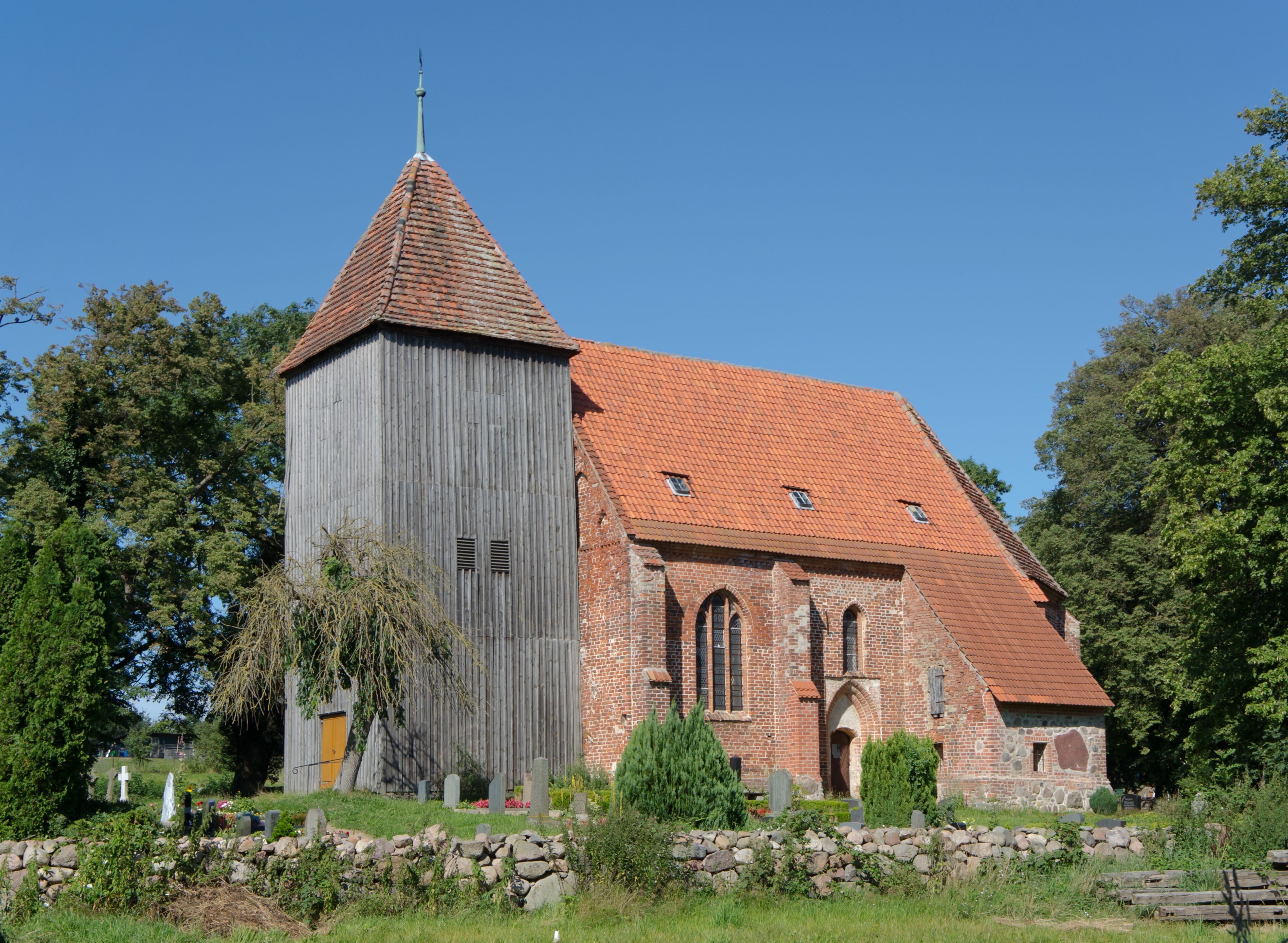
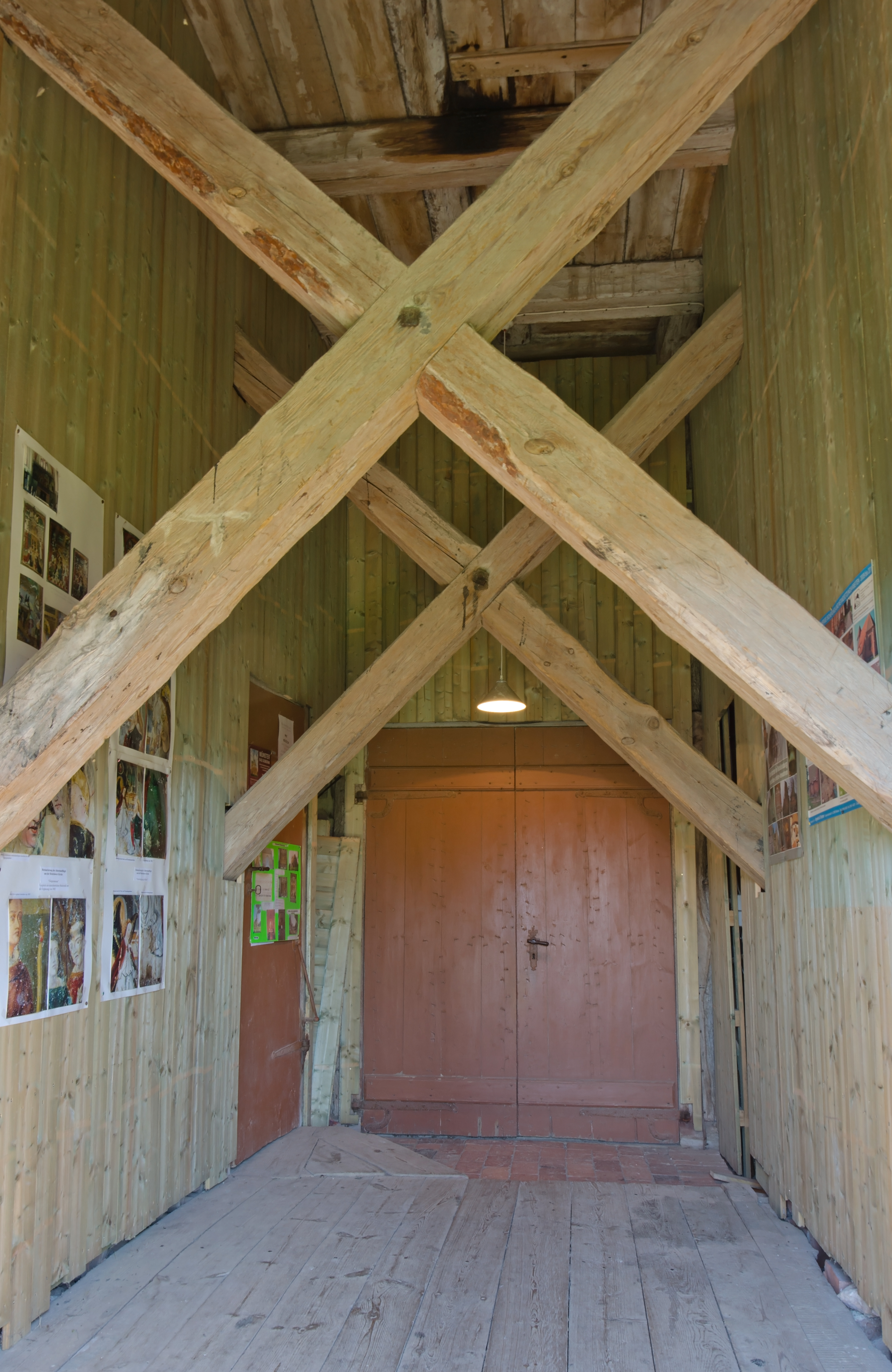
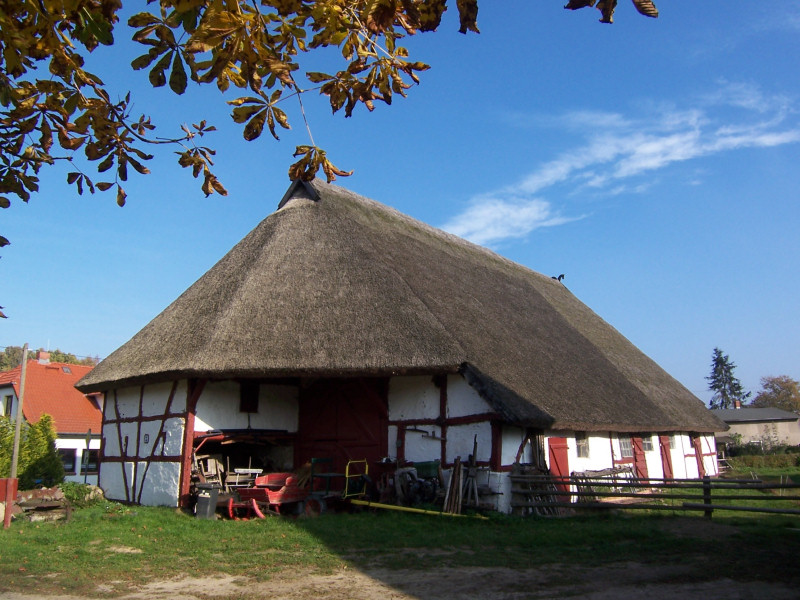
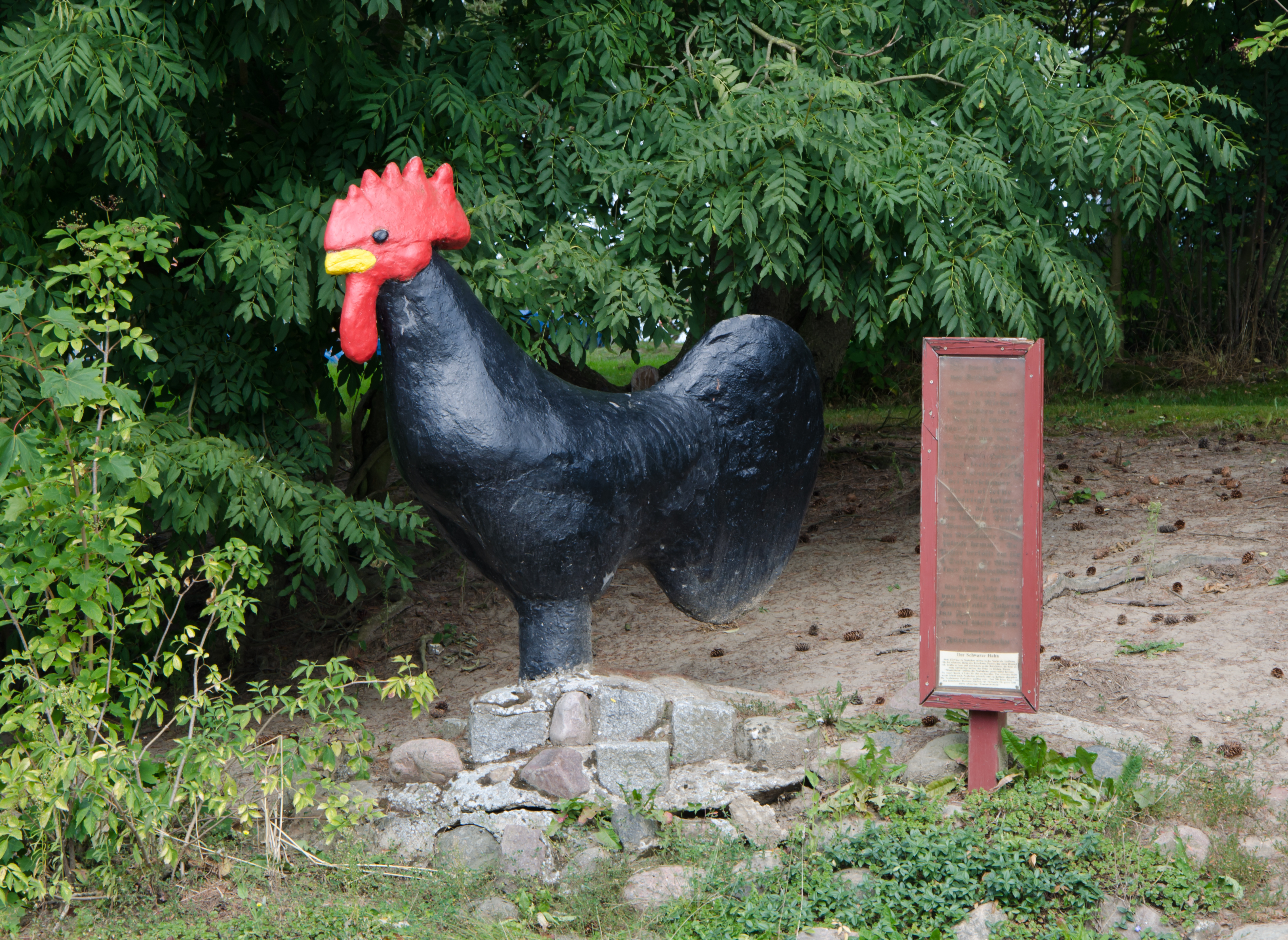

## A település részei
- Fulgenkoppel,
- Glashagen,
- Quellental,
- Retschow és
- Stülow

## Népesség
A település népességének változása:
| Lakosok száma | 946  | 930  | 964  | 959  | 920  |
|               | 2017 | 2019 | 2021 | 2022 | 2023 |